# Mats Dillén
Mats Dillén, född 1961, är en svensk nationalekonom och ämbetsman. 
Dillén var sekreterare i Budgetlagskommittén på Finansdepartementet 1994–1995, analytiker på Consensus Fondkommission AB 1995–1997 samt departementsråd och chef för prognosenheten vid Finansdepartementet 1997–2004. Därefter har han tjänstgjort på Konjunkturinstitutet, till en början som avdelningschef (prognoschef) och från hösten 2006 som vikarierande generaldirektör sedan företrädaren Ingemar Hansson utsetts till statssekreterare vid Finansdepartementet. Åren 2007–2016 var han myndighetens ordinarie generaldirektör.